# 毗连区

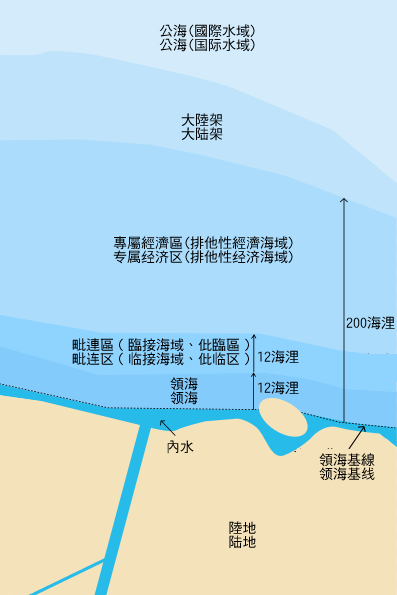
毗连区

毗连区（contiguous zone），又称“邻接区”、“海上特别权”，是指沿海国根据其国内法，在领海之外邻接领海的一定范围内，为了对某些事项行使必要的管制权，而设立的特殊海域。

## 毗连区拥有国的权利
根据《联合国海洋法公约》，本国可以在该区域行使与下列事项相关的管制：
(a) 防止在其領土或領海內違犯其海關、財政、移民或衛生的法律和規章;
(b) 懲治在其領土或領海內違犯上述法律和規章的行為。
其中第二款是“紧追权”的体现。

## 毗连区的产生
有关毗连区的制度产生于18世纪30年代，原因是沿海国为了本国利益，需要将某些权利的行使范围扩大到领海之外的一定区域。最早设立毗连区的制度是英国。1736年，英国制定《游弋法》，规定对在英国海域内的船舶行驶监督检查权，凡在该海域内走私或运载违禁品者，均予以没收船货或罚款。1876年，英国又颁布了《统一海关法》，规定对9英里范围的本国船舶行使监督检查权。美国于1799年至1922年多次制定法律，规定对12英里范围内的外国船舶行驶船舶检查权。美国在1935年颁布的《反走私法》还授权总统可以宣布宽达50至100海里的海关执行区。19世纪后，许多国家根据本国利益，纷纷制定法律，在领海之外设置了内容不同、宽度不一的毗连区。此外，还有一些国家通过双边或多边协定承认或相互承认所设置的毗连区。例如，1930年，美国先后与德国、瑞典、挪威等15个国签订条约，互相承认各国所设立的毗连区。

## 毗连区的宽度
1930年海牙国际法编撰会议，鉴于各国不同的毗连区制度，曾希望统一各国不同的标准，但始终未获成功。1958年联合国第一次海洋法会议，首次将毗连区制度列入《领海及毗连区公约》。
毗连区的宽度从测算领海基线算起，不得超过24海里。需特别指出的是，毗连区的宽度实际上是连同领海在内的不得超过24海里。中華民國公布之《領海及鄰接區法》，明定中華民國鄰接區為鄰接其領海外側至距離基線二十四浬間之海域。中華人民共和国1992年《领海及毗连区法》规定，中国毗连区宽度是领海之外邻接领海的一带海域，其宽度为12海里。

## 毗连区的法律地位
毗连区的法律地位是一个复杂的问题，1958年《领海与毗连区公约》在“领海之外即公海”的原则下，把毗连区规定为“毗连领海的公海区域”。1982年《海洋法公约》由于把公海的范围规定在沿海国的内水、领海和专属经济区和群岛国的群岛水域之外，因而把毗连区明确规定为毗连领海的特定水域。从《海洋法公约》的规定来看，毗连区既不属于国家领水的一部分，也不属于公海领域，所以，毗连区是由沿海国加以特殊管制的区域。
毗连区的法律地位不同于领海。领海是国家领土的一部分，受国家主权的支配和管制，而毗连区是为了保护国家某些利益而设置的特殊区域，沿海国在此区域内对特定范围内（例如海關、財政、移民和衛生等特定事項）享有必要的管制权，并对上述的违法行为进行惩戒。另一方面，毗连区的管制范围仅限于特定水面，而不及于海底和领空，这与国家在领海内的整体行使国家主权有显著区别。